# Vertigo (gasterópodo)
Vertigo es un género de caracoles terrestres diminutos perteneciente a la familia Vertiginidae.

## Distribución
La distribución del género Vertigo incluye Europa, Asia septentrional, Asia oriental, Japón, América Central y del Norte, el Caribe y las Bermudas.

## Descripción
En este género, la concha es profundamente rimada y ovalada. El ápice es acumulado y obtuso. La concha tiene de 5 a 6 verticilos. El último verticilo es redondeado. La abertura es semiovalada con de 4 a 7 pliegues. El peristótomo es apenas expandido y de labios blancos.

## Anatomía
Los caracoles del género Vertigo no tienen tentáculos orales, por lo que sólo tienen un par de tentáculos.
La mandíbula es arqueada; los extremos están truncados en forma cuadrada; la superficie anterior es estriada; el borde anterior tiene una proyección mediana. La rádula tiene un diente central casi cuadrado, tricúspide, tan grande o más grande que los dientes laterales, que son similares, más estrechos y bi- o tricúspide. Los dientes marginales son bajos, anchos y dentados.

## Especies

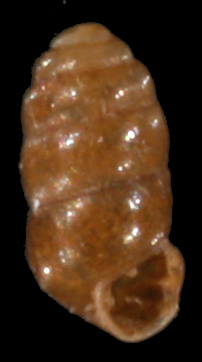
Vista de la apertura de Vertigo heldi

subgénero Vertigo O. F. Müller, 1774
- Vertigo alpestris Alder, 1838
- † Vertigo antipygmaea Harzhauser & Neubauer, 2018
- Vertigo antivertigo (Draparnaud, 1801)
- Vertigo arctica (Wallenberg, 1858)
- Vertigo arthuri Von Martens, 1882
- Vertigo beringia Nekola, Chiba, Coles, Drost, Proschwitz & Horsák, 2018
- † Vertigo bicolumellata Steklov in Steklov & Tsytovich, 1967
- Vertigo bollesiana (Morse, 1865)
- Vertigo botanicorum Horsak & Pokryszko, 2010[4]
- † Vertigo callosa Reuss in Reuss & Meyer, 1849
- Vertigo chytryi Nekola, Chiba, Coles, Drost, Proschwitz & Horsák, 2018
- Vertigo concinnula (Roscoe and Roscoe, 1955)[5]
- † Vertigo consteniusi Pierce in Pierce & Constenius, 2001
- † Vertigo diversidens (Sandberger, 1872)
- † Vertigo doliara Pierce in Pierce & Constenius, 2001
- Vertigo elatior (Brooks, 1936)[6]
- Vertigo extima (Westerlund, 1877)
- † Vertigo flexidens (Reuss, 1861)
- Vertigo genesii (Gredler, 1856)
- Vertigo geyeri Lindholm, 1925
- Vertigo gouldii (Binney, 1843)[7]
- † Vertigo hauchecornei Klebs, 1886
- Vertigo heldi Clessin, 1877
- † Vertigo interferens (Deshayes, 1863)
- Vertigo kodamai Nekola, Chiba, Coles, Drost, Proschwitz & Horsák, 2018
- † Vertigo kroloppi Schlickum & Strauch, 1979
- † Vertigo kuenowii Klebs, 1886
- Vertigo lilljeborgi (Westerlund, 1871)
- † Vertigo micra Pierce in Pierce & Constenius, 2001
- Vertigo milium (Gould, 1840)[7]
- † Vertigo milleri Gottschick & Wenz, 1919
- † Vertigo minor O. Boettger, 1870
- Vertigo modesta (Say, 1824)
- † Vertigo moedlingensis Wenz & Edlauer, 1942
- Vertigo moulinsiana (Dupuy, 1849)
- † Vertigo mystica (Stworzewicz & Pokryszko, 2015)
- Vertigo nangaparbatensis Pokryszko & Hlaváč, 2009
- Vertigo nitidula (Mousson, 1876)
- † Vertigo nouleti Michaud, 1862
- Vertigo nylanderi Sterki, 1909
- † Vertigo ocsensis (Halaváts, 1903)
- † Vertigo oecsensis (Halaváts, 1903)
- Vertigo oscariana Sterki, 1890
- Vertigo ovata (Say, 1822)[7]
- † Vertigo ovatula (Sandberger, 1875)
- † Vertigo pageti Schlickum & Strauch, 1979
- † Vertigo palangula (De Boissy, 1848)
- † Vertigo paradoxa Sterki in Pilsbry, 1900
- † Vertigo praecoquis Russell, 1956
- † Vertigo protracta (Sandberger, 1875)
- Vertigo pseudosubstriata Ložek, 1954[8]
- Vertigo pusilla O. F. Müller, 1774 - especie tipo
- Vertigo pygmaea (Draparnaud, 1801)
- Vertigo ronnebyensis (Westerlund, 1871)
- Vertigo shimochii Kuroda & Amano, 1960
- Vertigo sieversi (O. Boettger, 1879)
- Vertigo substriata (Jeffreys, 1833)
- Vertigo superstriata Pokryszko & Auffenberg, 2009
- † Vertigo tembrockae Schlickum & Strauch, 1979
- † Vertigo trolli Wenz in K. Fischer & Wenz, 1914
- † Vertigo tuchoricensis Pilsbry in Pilsbry & C. M. Cooke, 1919
- Vertigo ventricosa (E. S. Morse, 1865)
- † Vertigo vracevicensis Neubauer & Harzhauser in Neubauer et al., 2017
- † Vertigo whitei Pierce in Pierce & Rasmussen, 1992

subgénero Vertilla Moquin-Tandon, 1856
- Vertigo angustior Jeffreys, 1830

subgénero ?
- Vertigo alabamensis G. Clapp, 1915
- Vertigo conecuhensis G. Clapp, 1915
- Vertigo cubana Crosse, 1890[7]
- Vertigo eogea
  - Vertigo eogea stagnalis
- Vertigo hachijoensis
- Vertigo hebardi Vanetta, 1912
- Vertigo hirasei
- Vertigo hubrichti Pilsbry, 1934
- Vertigo japonica
- Vertigo kushiroensis
- Vertigo meramecensis Van Devender, 1979
- Vertigo neglecta Arango in Poey, 1856[7]
- Vertigo oralis Sterki, 1890
- Vertigo oscariana Sterki, 1890
- Vertigo occulta Vanetta, 1912
- Vertigo parcedentata (Braun, 1847)
- Vertigo rugosula Sterki, 1890
- Vertigo teskeyae Hubricht, 1961
- Vertigo torrei Aguayo & Jaume, 1934[7]
- Vertigo ultimathule Proschwitz, 2007[9]